# Коновалов, Илья Геннадьевич
Илья́ Генна́диевич Конова́лов (род. 13 июля 1998, Ярославль, Россия) — российский хоккеист, вратарь.

## Карьера

### Клубная карьера
Воспитанник ярославского «Локомотива». Начал свою карьеру за «Локо-Юниор», выступающий в Национальной молодёжной хоккейной лиге. Пропустил две шайбы от «Жальгириса» уже в первом периоде домашнего матча и был заменён. Но уже в следующем полном поединке против команды «СКА-Варяги» Коновалов отразил все 26 бросков. До окончания регулярного сезона 2014/15 у него состоялась еще одна игра с нулём пропущенных шайб. В плей-офф Первенства МХЛ Коновалов не был заявлен ни на одну игру, вместо этого в составе детской команды «Локомотив-04»-98 поехал на финальные соревнования чемпионата России. «Локомотив-04»-98 стал чемпионом России в своём возрасте, а Илья Коновалов, за шесть матчей пропустил всего только восемь шайб был признан лучшим голкипером финалов.
В сезоне 2015/16 Коновалов играл и за «Локо», и за «Локо-Юниор». За «Локо» он дебютировал 8 сентября в матче против «Русских витязей», отбив 17 из 18 бросков. Первый «сухарь» в МХЛ он сделал 9 октября 2015 года, отбив 23 броска в игре против «Серебряных львов». В плей-офф МХЛ принял участие в 4 матчах и вместе с партнёрами в первый раз выиграл Кубок Харламова.
В начале сезона 2017/18 был отправлен набираться опыта в команду ХК «Рязань» из ВХЛ. Вскоре он был вызван в главную команду «Локомотива», где дебютировал 17 ноября в матче против «Салавата Юлаева» (3:2 ОТ), отразив 26 из 28 бросков. Всего до конца сезона в КХЛ Коновалов провёл 7 игра за «Локомотив», в которых пропускал в среднем по 1,56 шайбы за игру. Сезон завершал вместе с «Локо» в МХЛ, где стал основным голкипером в плей-офф. Своей команде он помог выиграть второй раз Кубок Харламова. Сам Коновалов был признан самым ценным игроком плей-офф.
Сезон 2018/19 Коновалов начал как сменщик опытного вратаря Александра Салака. Но после травмы Салака перед игрой со СКА 22 сентября 2018 года Коновалов стал основным вратарём «Локомотива», даже после возвращения в строй Салак не смог вернуть себе роль основного вратаря в команде. Свой первый матч на «ноль» Коновалов провёл всё с тем же СКА 10 октября, для СКА это стало первой игрой за 3 года, в которой они не смогли забросить. Коновалов был признан лучшим новичком КХЛ в октябре, а по итогам сезона был признан лучшим новичком сезона КХЛ.
В 2021 году пополнил состав клуба НХЛ «Эдмонтон». Соглашение новичка было рассчитано на два года. 23 октября 2021 года провел первый официальный матч в АХЛ. Его «Бейкерсфилд» уступил «Онтарио» 2:3. Коновалов был признан третьей звездой матча. Он отразил 25 бросков из 28.
Весной 2022 года московское «Динамо» закрепило права Коновалова. 12 июня 2022 года Коновалов подписал двухлетний контракт с «Динамо».
17 января 2023 года в матче против нижегородского «Торпедо» забросил шайбу, став вторым голкипером в истории КХЛ, которому удалось поразить ворота прямым броском.

### Карьера в сборной
Привлекался в состав молодёжной сборной России для подготовки к МЧМ 2018 в Буффало. В рамках подготовки к чемпионату принял участие в двух играх на турнире четырёх наций, проходившим в подмосковной Балашихе, в которых одержал две победы на сборной Чехии 2:1 (ОТ) и сборной Финляндии 2:0. Однако 16 декабря 2017 года по решению тренерского штаба покинул расположение сборной, проиграв конкуренцию за место в составе Алексею Мельничуку, Владиславу Сухачёву и Михаилу Бердину.
Впервые был вызван в состав сборной России на Кубок Карьяла 2018. На турнире не сыграл, дважды попал в заявку сборной на матчи против Финляндии и Чехии, как сменщик Ильи Сорокина.
5 декабря 2018 года был вызван в расположение Олимпийской сборной России на Кубок Люцерна в Швейцарии. Коновалов принял участие в обоих матчах, в которых россияне победили, сначала Словакию 2:1, а в финале Швейцарию 5:1, таким образом Коновалов в составе олимпийской сборной России стал победителем Кубка Люцерна 2018.

## Достижения

### Клубные
- Обладатель Кубка Харламова (2): 2015/2016, 2017/2018
- Обладатель Кубка мира среди молодёжных клубных команд (2): 2016, 2018

### В сборной
- Обладатель Кубка Люцерна 2018

## Статистика

### Клубная карьера
Данные приведены на 20.06.2022